# Thalassoma lucasanum

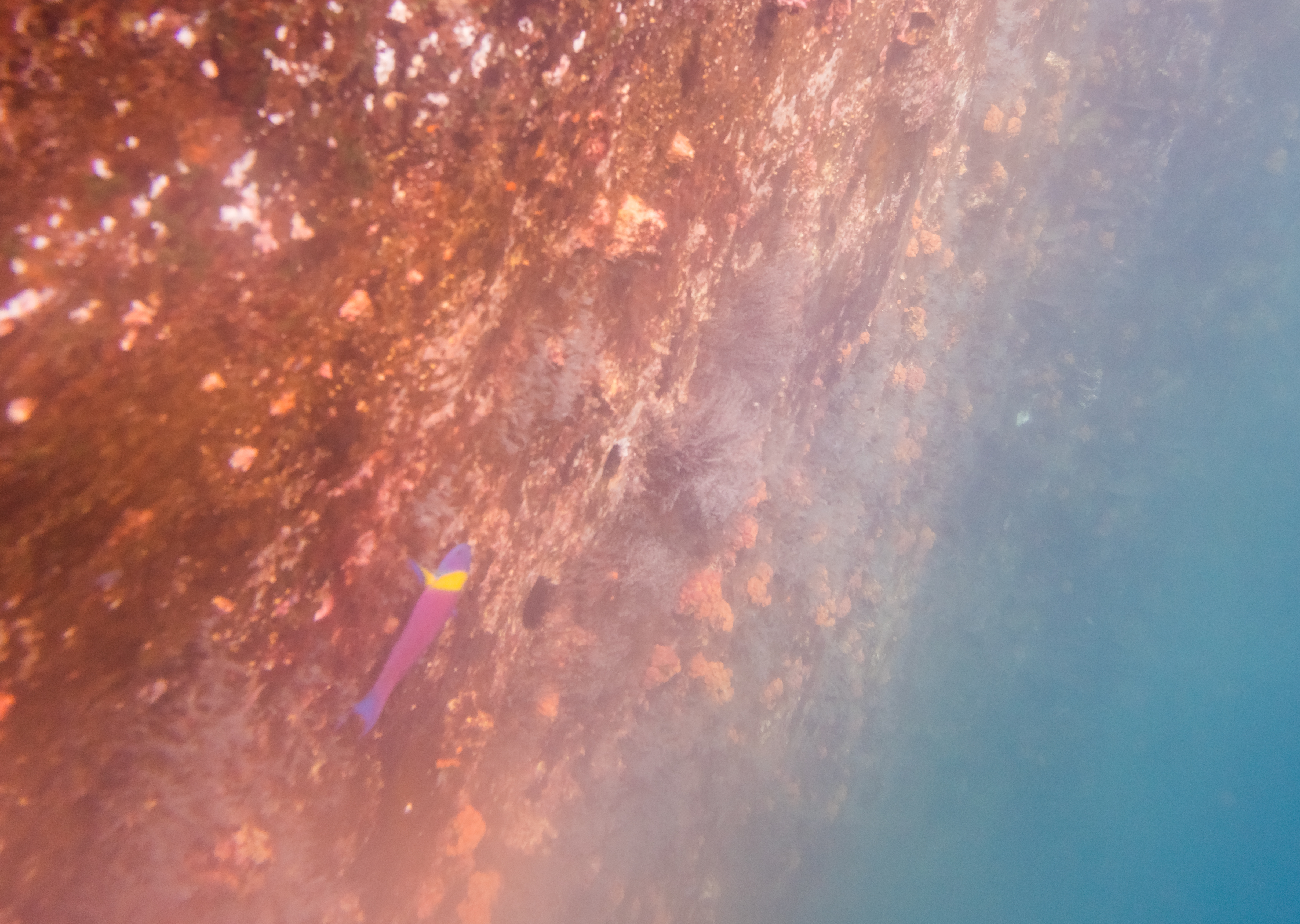
Ejemplar de Thalassoma lucasanum en las islas Galápagos.

Thalassoma lucasanum es una especie de peces de la familia Labridae en el orden de los Perciformes.

## Morfología
- Los machos pueden llegar alcanzar los 15 cm de longitud total.[1]

## Distribución geográfica
Se encuentra desde el Golfo de California hasta Panamá, incluyendo las Islas Galápagos.